# Mes trois fils
Mes trois fils (My Three Sons) est une série télévisée américaine en 380 épisodes de 25 minutes créée par Tim Considine et Gene Reynolds, composée de 184 épisodes en noir et blanc diffusés entre le 29 septembre 1960 et le 13 mai 1965 sur le réseau ABC, puis 196 épisodes en couleurs diffusés entre le 16 septembre 1965 et le 24 août 1972 sur le réseau CBS.
Au Québec, la série a été diffusée à partir du 1er octobre 1962 à la Télévision de Radio-Canada, et en France à partir des chaînes périphériques, particulièrement sur Télé Luxembourg ainsi que sur RTL9.

## Synopsis
Un ingénieur veuf, Steve Douglas, élève seul ses trois fils : Mike, dix-huit ans ; Robbie, quatorze ans ; Chip, sept ans. Le beau-père toujours de bonne humeur de Steve, Michael Francis O'Casey, appelé Bub, soutient activement Steve dans l'éducation de ses garçons en pleine croissance. Steve trouvera plus tard une nouvelle épouse : l'enseignante veuve Barbara Harper, qui a une fille nommée Dodie.

## Distribution
- Fred MacMurray (VQ : Mario Verdon) : Steven « Steve » Douglas
- William Frawley : Michael Francis « Bub » O'Casey (1960–1965)
- William Demarest (VQ : Marcel Cabay) : Charles Leslie « Oncle Charley » O'Casey, frère de Bub (1965–1972)
- Tim Considine : Michael « Mike » Douglas (1960–1965)
- Don Grady (VQ : Marc Bellier) : Robert « Robbie » Douglas (1960–1971)
- Stanley Livingston (VQ : André Montmorency) : Richard « Chip » Douglas
- Barry Livingston (VQ : Gaétane Laniel) : Ernest « Ernie » Thompson/Douglas (1963–1972)
- Meredith MacRae : Sally Ann Morrison Douglas (1963–1965)
- Tina Cole (en) : Kathleen « Katie » Miller Douglas (1967–1972)
- Beverly Garland : Barbara Harper Douglas (1969–1972)
- Dawn Lyn (en) : Dorothy « Dodie » Harper Douglas (1969–1972)
- Ronne Troup (en) : Polly Williams Douglas (1970–1972)
- Michael, Daniel, et Joseph Todd : Robbie, Stevie, et Charley Douglas respectivement (1970–1972)

 Source et légende : version québécoise (VQ) sur Doublage.qc.ca